# Pixyá
Pixyá es una localidad ubicada en el municipio de Tecoh del estado mexicano de Yucatán. Tiene una altitud promedio de 12 m s. n. m. y se localiza al sur de la ciudad capital del estado, la ciudad de Mérida.
Es conocida gracias al turismo que atrae por sus cenotes Naj-yah, Suhem, Noj mozon y San Juan; el cual está recién abierto al público. 

## Toponimia
El nombre (Pixyá) proviene del idioma maya.

## Hechos históricos
- En 1970 cambia su nombre de Pixyah a Pixab.
- En 1980 cambia a Pix Yah.
- En 1990 cambia a Pixyá.

## Demografía
Según el censo de 2005 realizado por el INEGI, la población de la localidad era de 837 habitantes, de los cuales 427 eran hombres y 410 eran mujeres.
| 177                         | 98 | 177 | 181 | 181 | 250 | 302 | 410 | 451 | 559 | 657 | 720 | 837 |
| (Fuente: INEGI [Consultar]) |    |     |     |     |     |     |     |     |     |     |     |     |

## Galería

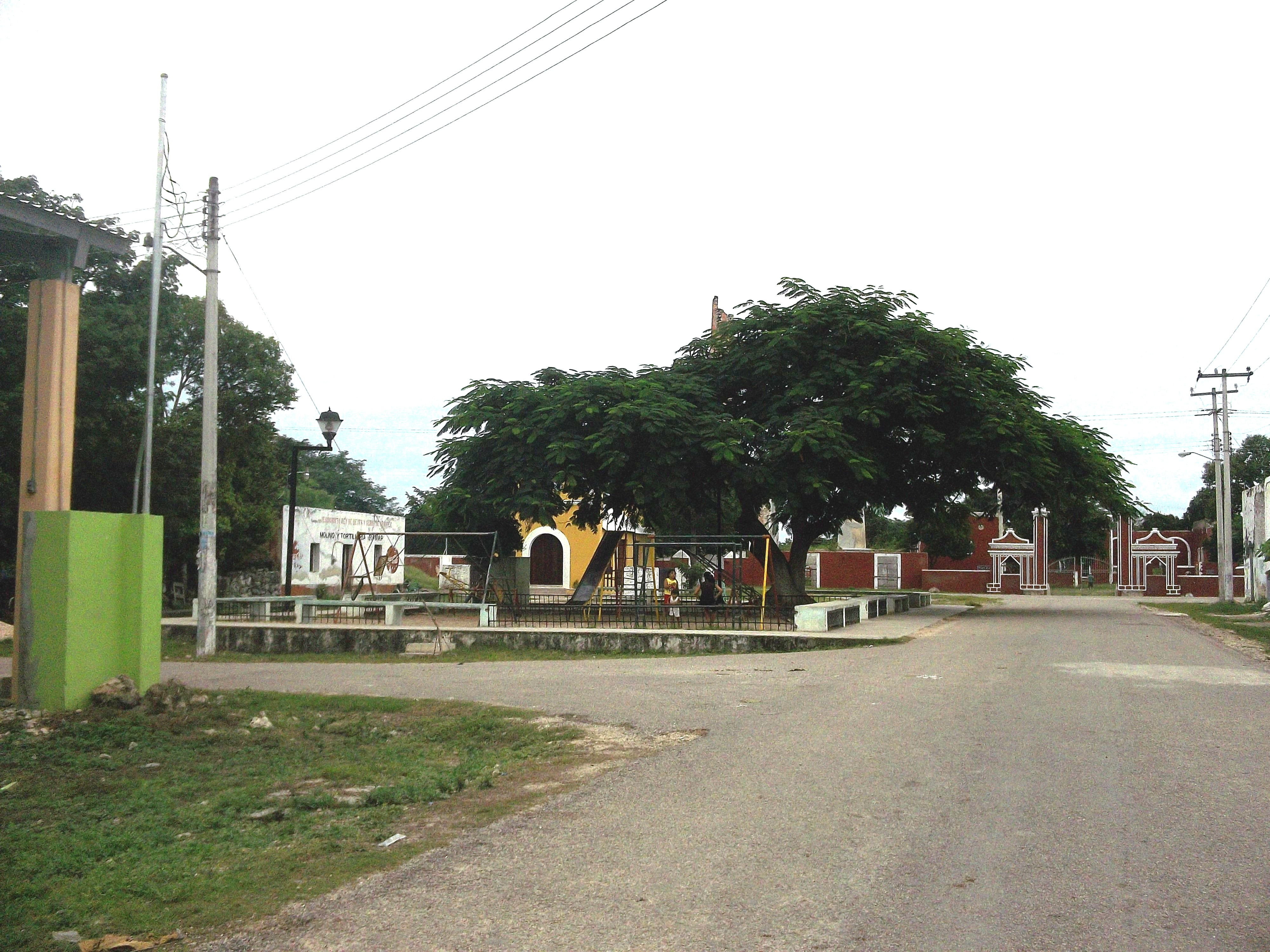
Parque principal.
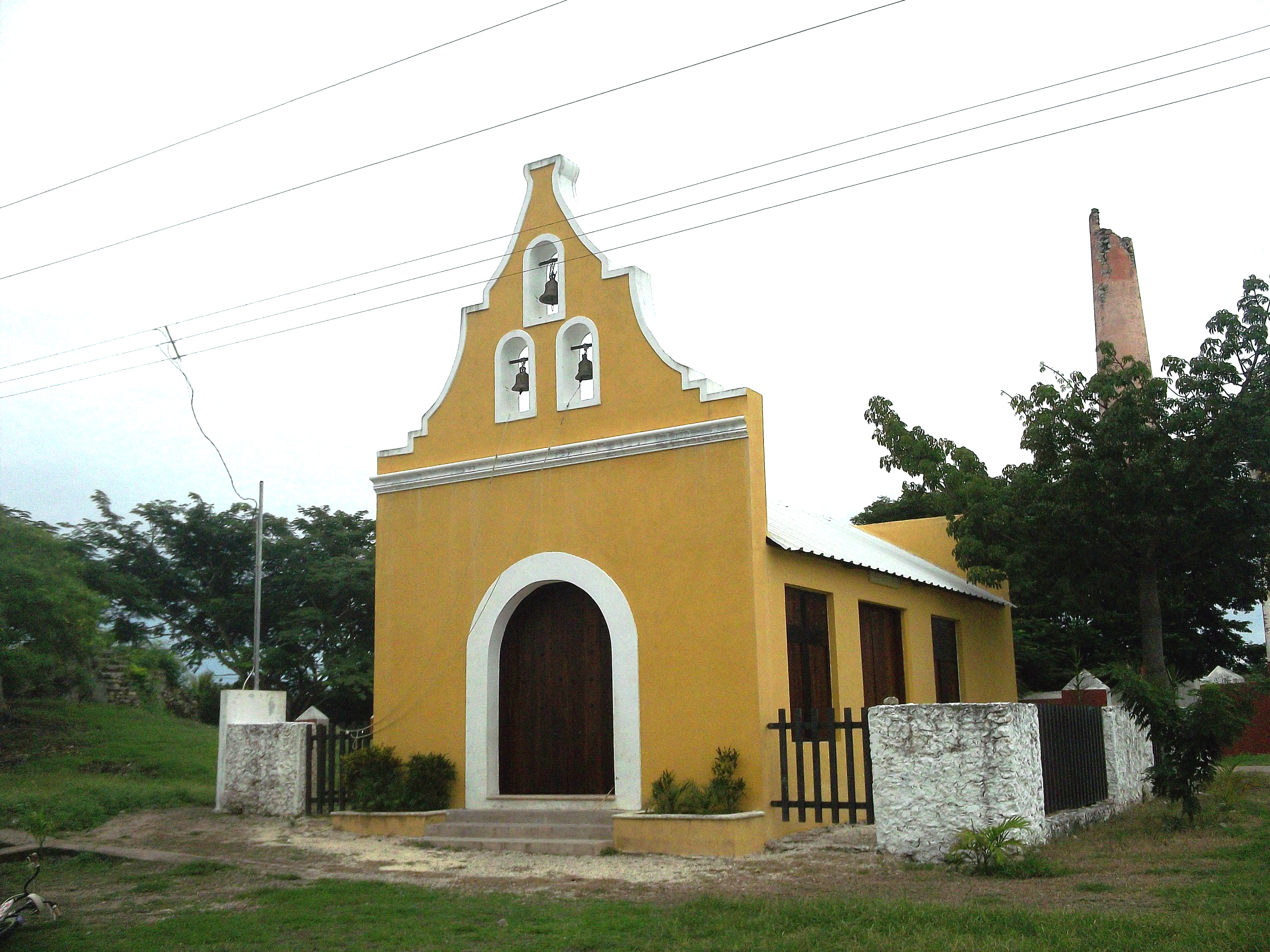
Iglesia.
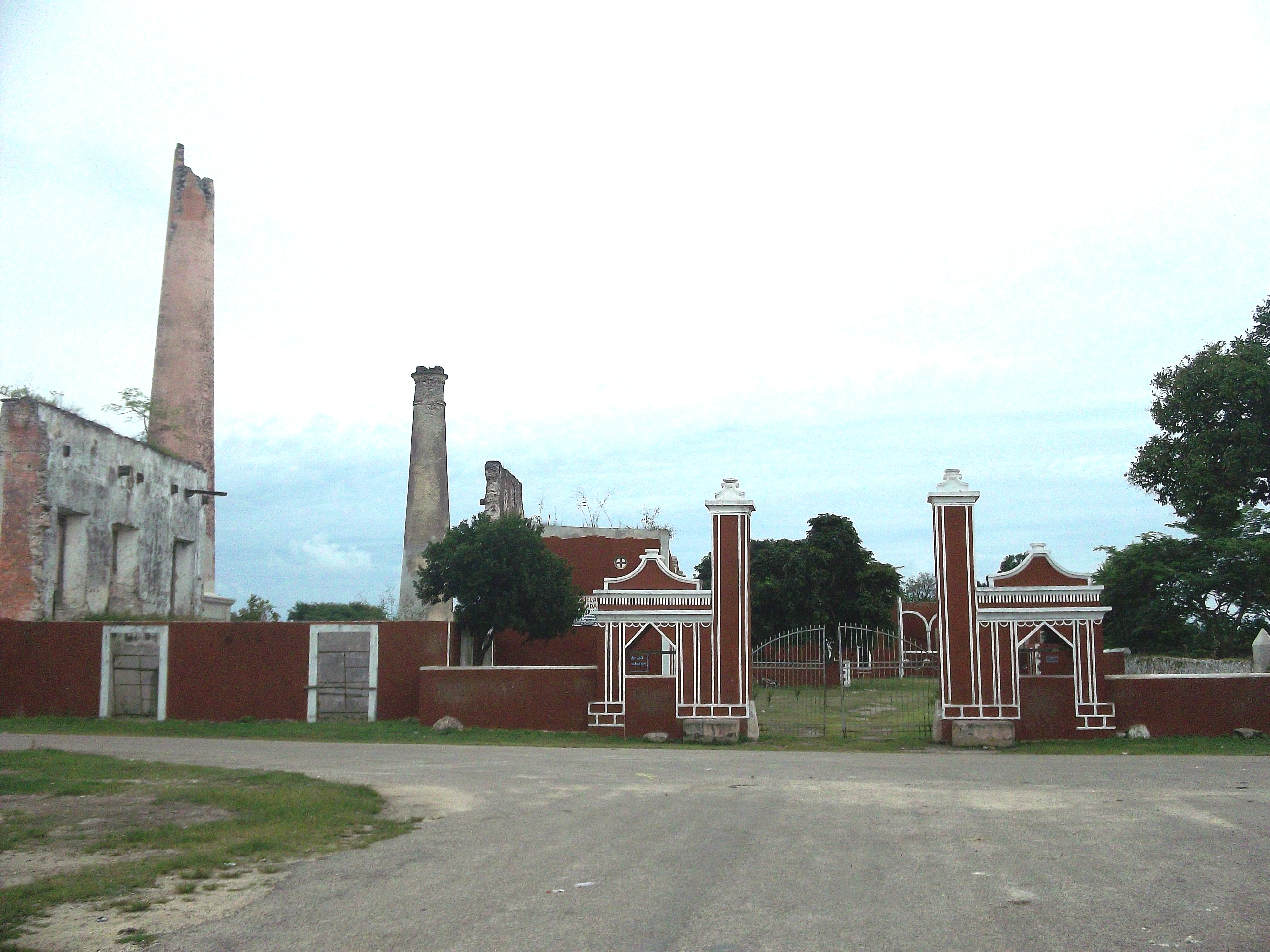
Hacienda.